# Moeder, wat zijn we rijk
Moeder, wat zijn we rijk is een Vlaamse film uit 1957 geregisseerd door Hein Beniest. Het scenario van de film maakte hij samen met Tom Pigmans. Het is een opvoedende film, uitgebracht door de ABN-centrale, met de bedoeling het gebruik van het Nederlands als standaardtaal in de Vlaamse gezinnen te propageren. Hierbij zet men zich af tegen de andere Vlaamse films uit deze periode, die alle in streektalen werden opgenomen.